# Georgi Łozanow
Georgi Łozanow (bułg. Георги Кирилов Лозанов; ur. 22 lipca 1926 w Sofii, zm. 6 maja 2012 w Sliwenie) – bułgarski psycholog, doktor neurologii, twórca metody efektywnego uczenia się nazwanej przez siebie sugestopedią.